# Studenteroprøret
Studenteroprøret betegner den bølge af opstande, der fandt sted på omkring 2.000 universiteter i den vestlige verden i den sidste halvdel af 1960'erne, særligt i foråret 1968. Fælles for begivenhederne var de studerendes krav om medindflydelse og brud med den forældede ledelse af universiteterne, der blev betegnet som professorvælde.
Oprørene havde visse fællestræk med ungdomsoprøret, idet begge rummede en kritik af det bestående borgerlige, kapitalistiske samfund. Baggrunden for oprøret var, at en stadig større del af ungdomsårgangene, der også var store i de år, blev optaget på universiteterne med pladsproblemer og mangel på undervisere til følge. De fleste af oprørene fandt sted uden vold, men der var undtagelser; f.eks. Majrevolten 1968 i Paris. Det første studenteroprør fandt sted ved University of California i Berkeley, USA.